# Unter anderen Umständen: Im finsteren Tal
Im finsteren Tal ist ein deutscher Fernsehfilm von Judith Kennel aus dem Jahr 2019. Es handelt sich um die 15. Folge der Krimiserie Unter anderen Umständen mit Natalia Wörner in der Hauptrolle.

## Handlung
Der bisherige Dienststellenleiter der Schleswiger Mordkommission, Arne Brauner, hat sich zu seinem 57. Geburtstag in die Berge Österreichs zurückgezogen. Damit will er gleichzeitig einer persönlichen Demütigung entgehen, denn aufgrund einer Ausschreibung wurde seine Mitarbeiterin Jana Winter zur leitenden Kommissarin ernannt, was er noch nicht verziehen hat. Entsprechend ertränkt er seinen Frust im Alkohol und wird in diesem Zustand Opfer eines Attentats. Kaum bemerkt er, wie eine Person von einem Felsen in die Tiefe stürzt, wird auch schon auf ihn geschossen.
Als Jana Winter die Nachricht erreicht, zögert sie nicht, nach Bad Gastein zu fahren und ihrem Kollegen beizustehen. Dort angekommen trifft sie auf Bezirksinspektor Franz Robanegg, der hier die Ermittlungen zu dem Vorfall leitet. Niemand kann sich erklären, warum auf Brauner geschossen wurde, doch nachdem eine Frauenleiche in der Schlucht gefunden wird, stellt Jana Winter einen Zusammenhang her. Brauner meint nach einiger Zeit, sich daran erinnern zu können, jemanden nach unten stürzen gesehen zu haben. Robanegg ist zunächst wenig begeistert, dass sich die deutsche Kommissarin in seine Arbeit einmischt, doch fügt er sich seinem Schicksal und arbeitet mit ihr zusammen. Dabei bleibt Jana nicht verborgen, dass ihr Robanegg nicht immer die ganze Wahrheit sagt. Der Grund dafür findet sich, als Winter feststellt, dass der halbe Ort miteinander verwandt zu sein scheint und so auch Robaneggs Frau mit zum Kreis der Verdächtigen gehört. Sie ist die Tochter des Hotelbesitzers Peter Kroll, der sich, als Patriarch, gerade schwer tut, das Ruder der jüngeren Generation zu überlassen. Sein Sohn Georg hat aufgrund der stetig sinkenden Übernachtungszahlen vor, das Hotel an einen englischen Investor zu verkaufen. Seinem Vater gefällt das überhaupt nicht, zumal ein aktuelles geologischen Gutachten zu den Radonwerten in einem Bergwerkstollen der Region den Verkaufswert der Immobilie stark vermindert. Wie sich nun herausstellt, ist die tote Frau aus den Bergen Geologin, deren Mann, Thomas Ortlauer, die Radon-Messungen vorgenommen hatte. Er wurde von dem neuen Investor bestochen, die Werte so zu manipulieren, dass dieser finanzielle Vorteile beim Kauf des Hotels hat. Seine Frau wollte dies Georg Kroll, mit dem sie eine Affäre hatte, verraten und somit gerät Ortlauer unter Tatverdacht. Doch schon bald ist klar, dass die Frau nicht im Gebirgsfluss ertrunken ist, sondern in einem Schwimmbad. Damit rücken die Eigentümer des Hotels in den Fokus und als Georg Kroll erhängt aufgefunden wird, sieht dies wie ein Schuldeingeständnis aus.
Vor Wut auf ihren Vater, von dem sie sich schon vor Jahren wegen seiner Gewalttätigkeit und Selbstgerechtigkeit losgesagt hatte und dem sie die ursächliche Schuld am Selbstmord ihres Bruders gibt, erschießt Feli Robanegg ihren Vater mit einem Jagdgewehr. Sie gibt an, ihrem Bruder bei der Entsorgung der Leiche geholfen zu haben. Nachdem die Geologin im Schwimmbad unglücklich gestürzt war, wollten sie deren Tod als Unfall im Gebirge tarnen. Als zufällig Arne Brauner den Weg in der Nacht entlang kam, hatte sie auf ihn geschossen.

## Hintergrund
Im finsteren Tal wurde vom 11. April bis zum 15. Mai 2018 in Hamburg und in Bad Gastein gedreht und am 21. Januar 2019 im ZDF als Fernsehfilm der Woche gesendet.

## Rezeption

### Einschaltquoten
Die Erstausstrahlung von Im finsteren Tal am 21. Januar 2019 im ZDF verfolgten 7,71 Millionen Zuschauer, dies entsprach Marktanteilen von 23,0 Prozent.

### Kritiken
Harald Keller schrieb bei Tittelbach.tv: „Hochgebirge statt Flachland, Bergbäche statt Meerblick – die Umstände sind tatsächlich einmal völlig anders im fünfzehnten Film der ZDF-Reihe, die eben diesen Namen trägt: ‚Unter anderen Umständen‘.“ „Autor André Georgi und Regisseurin Judith Kennel machen aus ‚Im finsteren Tal‘ eine subtil erzählte Familientragödie vor dem Hintergrund überkommender patriarchalischer Strukturen.“
Die Kritiker der Fernsehzeitschrift TV Spielfilm vergaben die beste Wertung (Daumen nach oben) und schrieben: „Nicht blöd, die Flachland-Kommissarin mal in einem anderen Umfeld zu zeigen. Der Fall reißt nicht so mit, er zeigt Jana Winter aber als empathische, gut beobachtende Ermittlerin.“ Fazit: „Winter im Süden: Krimi mit frischer Gastrolle.“